# Élodie Bourgeois-Pin
Élodie Bourgeois-Pin (* 2. März 1982 in Champagnole) ist eine ehemalige französische Skilangläuferin.

## Werdegang
Bourgeois-Pin, die für den EMHM Mont Noir startete, trat international erstmals bei den Junioren-Skiweltmeisterschaften 2001 in Karpacz in Erscheinung. Dort belegte sie den 44. Platz im Sprint, den 35. Rang über 5 km klassisch und den 23. Platz im 15-km-Massenstartrennen. Im folgenden Jahr gewann sie bei den Junioren-Skiweltmeisterschaften in Schonach im Schwarzwald die Goldmedaille über 5 km Freistil. Zudem errang sie dort den 28. Platz im Sprint und den vierten Platz im 15-km-Massenstartrennen. Bei den Rollerski-Weltmeisterschaften 2002 in Monte Cervino holte sie die Silbermedaille im Teamwettbewerb. Zu Beginn der Saison 2002/03 lief sie in Davos ihre ersten Weltcuprennen, die sie auf dem 35. Platz über 10 km Freistil und auf dem 11. Rang mit der Staffel beendete. Beim Saisonhöhepunkt, den nordischen Skiweltmeisterschaften 2003 im Val di Fiemme, belegte sie den 46. Platz im Skiathlon und den neunten Rang mit der Staffel. In der Saison 2003/04 holte sie in Beitostølen mit dem 28. Platz über 10 km Freistil und in Toblach mit dem 26. Rang im 15-km-Massenstartrennen ihre ersten Weltcuppunkte. Zudem gewann sie im Februar 2004 in Capracotta über 5 km klassisch ihr erstes Rennen im Continental-Cup. In der Saison 2004/05 siegte sie beim Alpencup in Schilpario im Sprint und erreichte mit drei Platzierungen in den Punkterängen den 61. Platz im Gesamtweltcup ihr bestes Gesamtergebnis. Beim Saisonhöhepunkt, den nordischen Skiweltmeisterschaften 2005 in Oberstdorf, errang sie den 30. Platz im Sprint und den neunten Platz mit der Staffel. Im folgenden Jahr lief sie bei den Olympischen Winterspielen in Turin auf den 55. Platz im Sprint, auf den 36. Rang im 30-km-Massenstartrennen und auf den 22. Platz über 10 km klassisch. Zudem wurde sie dort zusammen mit Aurélie Perrillat-Collomb Elfte im Teamsprint. 
In der Saison 2006/07 belegte Bourgeois-Pin den 37. Platz bei der Tour de Ski 2006/07 und erreichte in Changchun mit dem 14. Platz im Sprint ihr bestes Einzelergebnis im Weltcup. Bei den nordischen Skiweltmeisterschaften 2007 in Sapporo lief sie auf den 35. Platz und zusammen mit Caroline Weibel auf den 17. Rang im Teamsprint. In der Saison 2008/09 errang sie mit vier zweiten und zwei ersten Plätzen den fünften Platz in der Gesamtwertung des Alpencups. Bei den nordischen Skiweltmeisterschaften im Februar 2009 in Liberec belegte sie den 50. Platz über 10 km klassisch und den achten Rang mit der Staffel. In der Saison 2010/11 kam sie mit drei ersten und zwei dritten Plätzen sowie einen zweiten Platz auf den zweiten Gesamtrang im Alpencup. In ihrer letzten aktiven Saison 2011/12 nahm sie an Skimarathonrennen teil, wobei sie den Vasaloppet China gewann.

## Teilnahmen an Weltmeisterschaften und Olympischen Winterspielen

### Olympische Winterspiele
- 2006 Turin: 11. Platz Teamsprint klassisch, 22. Platz 10 km klassisch, 36. Platz 30 km Freistil Massenstart, 55. Platz Sprint Freistil

### Nordische Skiweltmeisterschaften
- 2003 Val di Fiemme: 9. Platz Staffel, 46. Platz 10 km Skiathlon
- 2005 Oberstdorf: 9. Platz Staffel, 30. Platz Sprint klassisch
- 2007 Sapporo: 17. Platz Teamsprint Freistil, 35. Platz Sprint klassisch
- 2009 Liberec: 8. Platz Staffel, 50. Platz 10 km klassisch

## Siege bei Continental-Cup-Rennen
| Nr. | Datum            | Ort        | Disziplin                   | Serie           |
| --- | ---------------- | ---------- | --------------------------- | --------------- |
| 1.  | 25. Februar 2004 | Capracotta | 5 km klassisch              | Continental-Cup |
| 2.  | 26. Februar 2005 | Schilpario | Sprint klassisch            | Alpencup        |
| 3.  | 18. Januar 2009  | Rogla      | 10 km klassisch Massenstart | Alpencup        |
| 4.  | 14. März 2009    | Métabief   | 5 km Freistil               | Alpencup        |
| 5.  | 20. Februar 2011 | Campra     | 10 km Verfolgung            | Alpencup        |
| 6.  | 20. Februar 2011 | Campra     | Gesamtwertung Minitour      | Alpencup        |
| 7.  | 5. März 2011     | Rogla      | 5 km klassisch              | Alpencup        |

## Weltcup-Gesamtplatzierungen
| Saison  | Gesamt | Gesamt | Distanz | Distanz | Sprint | Sprint |
| Saison  | Punkte | Platz  | Punkte  | Platz   | Punkte | Platz  |
| ------- | ------ | ------ | ------- | ------- | ------ | ------ |
| 2003/04 | 8      | 84.    | 8       | 69.     | -      | -      |
| 2004/05 | 31     | 61.    | 13      | 52.     | 18     | 48.    |
| 2005/06 | 6      | 113.   | 6       | 81.     | -      | -      |
| 2006/07 | 36     | 67.    | 11      | 65.     | 25     | 40.    |
| 2007/08 | 12     | 79.    | 6       | 59.     | 6      | 70.    |
| 2008/09 | 6      | 117.   | 3       | 89.     | 3      | 84.    |